# جان مارك (كاتبة)
جان مارك (بالإنجليزية: Jan Mark)‏‏ (22 يونيو 1943 - 16 يناير 2006 في أكسفورد) كاتِبة، وروائية من المملكة المتحدة.